# James Di Salvio
James Di Salvio est un DJ, musicien, compositeur et réalisateur de vidéoclips originaire de Montréal, Québec, Canada.

## Biographie
Après plusieurs années comme DJ dans les bars du centre-ville montréalais, il forme au milieu des années 1990 le collectif Bran Van 3000, qui connaîtra un succès planétaire en 1997 grâce à l'album Glee et au hit Drinking in L.A.
Di Salvio a également collaboré avec Jean Leloup en remixant son succès 1990 et en réalisant quatre vidéoclips, soient 1990, Cookie, Johnny Go et Isabelle. Il gardera par ailleurs une amitié certaine avec Jean Leloup.
En 1996, il réalise et écrit le scénario du court métrage Le Rat des villes et le Rat des champs”.